# 1962年の南海ホークス
1962年の南海ホークスでは、1962年の南海ホークスの動向をまとめる。
この年の南海ホークスは、鶴岡一人監督の17年目のシーズンである。

## 概要
1961年の日本シリーズで巨人にリベンジを許したものの、前年パ・リーグ制覇のチームはこの年も開幕前から優勝候補にあげられた。しかし、前年までと違って開幕ダッシュに失敗。5月中旬まで最下位だったことから、「今年の南海はもう死んだ」の声が世間やマスコミから出始めた。悪いことは重なるもので、5月24日の阪急戦で足立光宏に17奪三振を喫し、チームもいいところなく敗戦。その試合を最後に鶴岡監督は休養に入り、蔭山和夫ヘッドコーチが監督代行に就任。蔭山監督代行のもと、チームは6月からようやく反撃を開始。大型連敗を繰り返した前半とは打って変わり大型連勝が続き、蔭山に代わって鶴岡が復帰した8月以降は東映とのゲーム差を大幅に詰めあわや大逆転優勝かと思われたが最後は力尽き、貯金も前年の36から16へと半減したが何とか2位を確保した。投手陣は杉浦忠、ジョー・スタンカ、皆川睦雄の先発3本柱に加えて、三浦清弘、森中千香良が先発入りしチーム73勝のうち5人で69勝を稼いだが、スタンカがわずか8勝に終わったのが誤算だった。一方の打撃陣はリーグ1位の119本塁打に加え、盗塁数も東映の149個に次ぐ137個を記録した。

## チーム成績

### レギュラーシーズン
| 1 | 中 | 木村保   |
| 2 | 一 | 井上登   |
| 3 | 二 | 広瀬叔功 |
| 4 | 捕 | 野村克也 |
| 5 | 三 | ピート   |
| 6 | 左 | 穴吹義雄 |
| 7 | 右 | 福田昌久 |
| 8 | 遊 | 小池兼司 |
| 9 | 投 | スタンカ |

| 順位 | 4月終了時 | 4月終了時 | 5月終了時 | 5月終了時 | 6月終了時 | 6月終了時 | 7月終了時 | 7月終了時 | 8月終了時 | 8月終了時 | 最終成績 | 最終成績 |
| ---- | --------- | --------- | --------- | --------- | --------- | --------- | --------- | --------- | --------- | --------- | -------- | -------- |
| 1位  | 東映      | --        | 東映      | --        | 東映      | --        | 東映      | --        | 東映      | --        | 東映     | --       |
| 2位  | 西鉄      | 4.5       | 大毎      | 6.0       | 大毎      | 9.5       | 阪急      | 15.0      | 南海      | 10.5      | 南海     | 5.0      |
| 3位  | 阪急      | 6.5       | 阪急      | 6.0       | 阪急      | 12.5      | 大毎      | 16.0      | 阪急      | 13.0      | 西鉄     | 16.0     |
| 4位  | 大毎      | 6.5       | 西鉄      | 9.0       | 近鉄      | 14.0      | 南海      | 17.0      | 西鉄      | 14.0      | 阪急     | 18.0     |
| 5位  | 近鉄      | 8.5       | 近鉄      | 11.5      | 西鉄      | 14.5      | 近鉄      | 19.5      | 大毎      | 17.5      | 大毎     | 18.0     |
| 6位  | 南海      | 10.0      | 南海      | 15.5      | 南海      | 18.5      | 西鉄      | 19.5      | 近鉄      | 20.0      | 近鉄     | 21.0     |

| 順位 | 球団               | 勝 | 敗 | 分 | 勝率 | 差   |
| 1位  | 東映フライヤーズ   | 78 | 52 | 3  | .600 | 優勝 |
| 2位  | 南海ホークス       | 73 | 57 | 3  | .562 | 5.0  |
| 3位  | 西鉄ライオンズ     | 62 | 68 | 6  | .477 | 16.0 |
| 4位  | 毎日大映オリオンズ | 60 | 70 | 2  | .462 | 18.0 |
| 4位  | 阪急ブレーブス     | 60 | 70 | 1  | .462 | 18.0 |
| 6位  | 近鉄バファローズ   | 57 | 73 | 1  | .438 | 21.0 |

## オールスターゲーム1962
| ファン投票 | 野村克也 |          |        |
| 監督推薦   | 皆川睦男 | 広瀬叔功 | ピート |

## できごと
- 5月24日 - 阪急ブレーブス戦、南海は足立光宏投手に日本新記録の「17奪三振」を食らう。
- 5月26日 - 鶴岡一人監督が24日の「17奪三振」の責任を取り、「指揮官が悪ければ部隊は全滅する」と言い残して休養。蔭山和夫ヘッドコーチが代行（ - 8月7日）

## 表彰選手
| リーグ・リーダー | リーグ・リーダー | リーグ・リーダー | リーグ・リーダー |
| 選手名           | タイトル         | 成績             | 回数             |
| ---------------- | ---------------- | ---------------- | ---------------- |
| 野村克也         | 本塁打王         | 44本             | 2年連続3度目     |
| 野村克也         | 打点王           | 104打点          | 初受賞           |
| 広瀬叔功         | 盗塁王           | 50個             | 2年連続2度目     |
| 皆川睦雄         | 最高勝率         | .826             | 初受賞           |

| ベストナイン | ベストナイン | ベストナイン |
| 選手名       | ポジション   | 回数         |
| ------------ | ------------ | ------------ |
| 野村克也     | 捕手         | 7年連続7度目 |